# Migré
Migré là một xã ở tỉnh Charente-Maritime thuộc vùng Nouvelle-Aquitaine tây nam nước Pháp.
- Xã của tỉnh Charente-Maritime